# Geomyza lurida
Geomyza lurida är en tvåvingeart som först beskrevs av Friedrich Hermann Loew 1864.  Geomyza lurida ingår i släktet Geomyza och familjen gräsflugor. Inga underarter finns listade i Catalogue of Life.